# Kafr Nasij
Kafr Nasij (tiếng Ả Rập: كفر ناسج, cũng đánh vần là Kafar Nasej) là một ngôi làng thuộc quận al-Sanamayn của Tỉnh Daraa ở miền nam Syria. Các địa phương lân cận bao gồm al-Tiha ở phía tây, Aqraba và al-Harra ở phía tây nam, Zimrin ở phía nam, Kafr Shams ở phía đông nam, Deir al-Adas ở phía đông và Kanakir ở phía bắc. Trong cuộc điều tra dân số năm 2004 của Cục Thống kê Trung ương (CBS), Kafr Nasij có dân số 2.381 người.

## Lịch sử
Một tu viện Ghassanid của stylites được đặt tại Kafr Nasij, một phần của Batanea trong thời kỳ Byzantine (thế kỷ 4-7).

### Thời đại Ottoman
Năm 1596, Kafr Nasij xuất hiện trong sổ đăng ký thuế của Ottoman ở nahiya của Jaydur, một phần của Hauran Sanjak. Nó có một dân số hoàn toàn Hồi giáo bao gồm 17 hộ gia đình và 7 cử nhân. Họ đã trả mức thuế cố định 40% cho các sản phẩm nông nghiệp, bao gồm lúa mì, lúa mạch, vụ hè, dê, tổ ong và nhà máy nước; ngoài các khoản thu thường xuyên; tổng cộng 17.800 akçe.
Năm 1838, Kefr Nasij được ghi nhận là một ngôi làng ở quận el-Jeidur.

### Kỷ nguyên hiện đại
Trong cuộc Nội chiến Syria đang diễn ra bắt đầu vào năm 2011, truyền thông thân chính phủ cho biết năm phiến quân đối lập đã bị giết và 13 người khác bị bắt trong cuộc đụng độ với lực lượng an ninh Syria. Trung tâm Tài liệu Syria báo cáo rằng cuộc đụng độ bắt đầu khi lực lượng an ninh bị tấn công bởi các tay súng đối lập.

## Khí hậu
Ở Kafr Nasij, có khí hậu Địa Trung Hải. Lượng mưa vào mùa đông cao hơn vào mùa hè. Phân loại khí hậu Köppen-Geiger là Csa. Nhiệt độ trung bình hàng năm ở Kafr Nasij là 16,1 °C (61,0 °F). Khoảng 386 mm (15,20 in) lượng mưa giảm hàng năm. 
| Dữ liệu khí hậu của {{{location}}} | Dữ liệu khí hậu của {{{location}}} | Dữ liệu khí hậu của {{{location}}} | Dữ liệu khí hậu của {{{location}}} | Dữ liệu khí hậu của {{{location}}} | Dữ liệu khí hậu của {{{location}}} | Dữ liệu khí hậu của {{{location}}} | Dữ liệu khí hậu của {{{location}}} | Dữ liệu khí hậu của {{{location}}} | Dữ liệu khí hậu của {{{location}}} | Dữ liệu khí hậu của {{{location}}} | Dữ liệu khí hậu của {{{location}}} | Dữ liệu khí hậu của {{{location}}} | Dữ liệu khí hậu của {{{location}}} |
| Tháng                              | 1                                  | 2                                  | 3                                  | 4                                  | 5                                  | 6                                  | 7                                  | 8                                  | 9                                  | 10                                 | 11                                 | 12                                 | Năm                                |
| ---------------------------------- | ---------------------------------- | ---------------------------------- | ---------------------------------- | ---------------------------------- | ---------------------------------- | ---------------------------------- | ---------------------------------- | ---------------------------------- | ---------------------------------- | ---------------------------------- | ---------------------------------- | ---------------------------------- | ---------------------------------- |
| [ cần dẫn nguồn ]                  |                                    |                                    |                                    |                                    |                                    |                                    |                                    |                                    |                                    |                                    |                                    |                                    |                                    |